# Anthosactis excavata
Anthosactis excavata är en havsanemonart som först beskrevs av Hertwig 1882.  Anthosactis excavata ingår i släktet Anthosactis och familjen Actinostolidae. Inga underarter finns listade i Catalogue of Life.